# Marius Gustaaf Levenbach
Marius Gustaaf Levenbach (Amsterdam, 12 juni 1896 – aldaar, 9 mei 1981) was een Nederlands rechtsgeleerde.

## Achtergrond
Hij werd geboren binnen het gezin van koopman Gustav Jacob Levenbach en bestuurster Seraphine Levenbach-Asscher. In 1927 huwde hij Annie van der Waarden met wij hij vier kinderen ter wereld bracht. Zijn vrouw zat samen met zijn moeder diverse keren in comités voor Weldadigheidszegels/Kinderpostzegels.

## Werk
Levenbachs vorming begon aan de HBS; hij was voorbestemd zijn vader op te volgen in diens handel in leer. In het laatste jaar van die school nam hij al lessen in Latijn, want hij wilde staatsexamen gymnasium doen. Daarna stelde zijn vader voor om “even in zaken te gaan” om te bekijken hoe het ging, maar de Eerste Wereldoorlog legde de legale handel grotendeels stil. Hij mocht een jaar proefdraaien aan de Universiteit van Amsterdam. De algemene mening was dat de Eerste Wereldoorlog maar een paar maanden zou duren. Hij kon voor een studie kiezen uit wat hij noemde “bloed en ziektes” (d.w.z. de studie geneeskunde) of “rechten”. Hij koos voor het laatste.
Hij deed doctoraal examen in 1919 aan de Universiteit van Amsterdam en promoveerde in 1923 cum laude bij Paul Scholten. Vervolgens werd hij docent aan de School voor Maatschappelijk Werk en in 1926 werd hij lector Arbeidsrecht aan genoemde universiteit. Hij doceerde arbeidsrecht van 1933 tot 1940 bij het NVV en de SDAP. In 1939 was hij tevens buitengewoon hoogleraar en lid van de Hoge Raad van Arbeid. Gedurende de Tweede Wereldoorlog werd hem als Jood al het werk ontnomen, maar in diezelfde periode was hij al bezig met hoe nu verder te gaan na de bezetting door Nazi-Duitsland. Hij overlegde daarbij illegaal met de Nederlandse regering in ballingschap in Engeland. Na de oorlog pakte hij de draad weer op. Tot 1966 was hij werkzaam bij de UvA in het Arbeids- en Ordeningsrecht, was hij voorzitter van de staatscommissies Bezettingsrecht, Herziening Beroepswet, Ontslagrecht, Arbeidsovereenkomsten, lid van het College van Rijksbemiddelaars, de SER en de Sociale Verzekeringsraad.
In de periode 1923 tot 1966 verscheen een aantal publicaties van hem, waaronder Veertig jaar arbeidsrecht in 1966.
Hij is naamgever van het Levenbachinstituut. Hij was Ridder in de Orde van de Nederlandse Leeuw en Commandeur in de Orde van Oranje Nassau.